# Koolmicrofoon

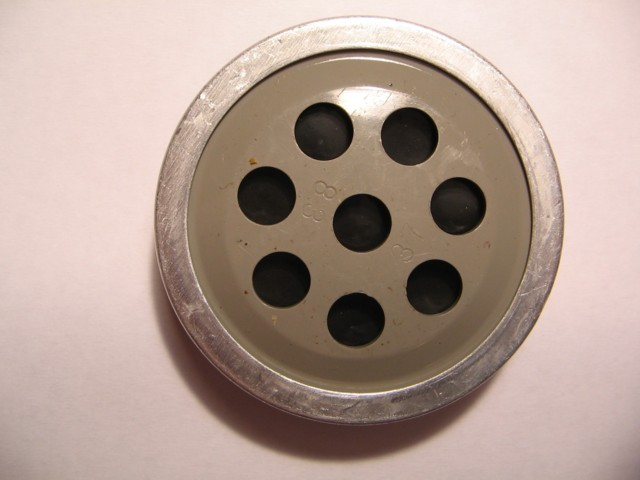
Koolmicrofoon uit een Amerikaans telefoontoestel van 1976.

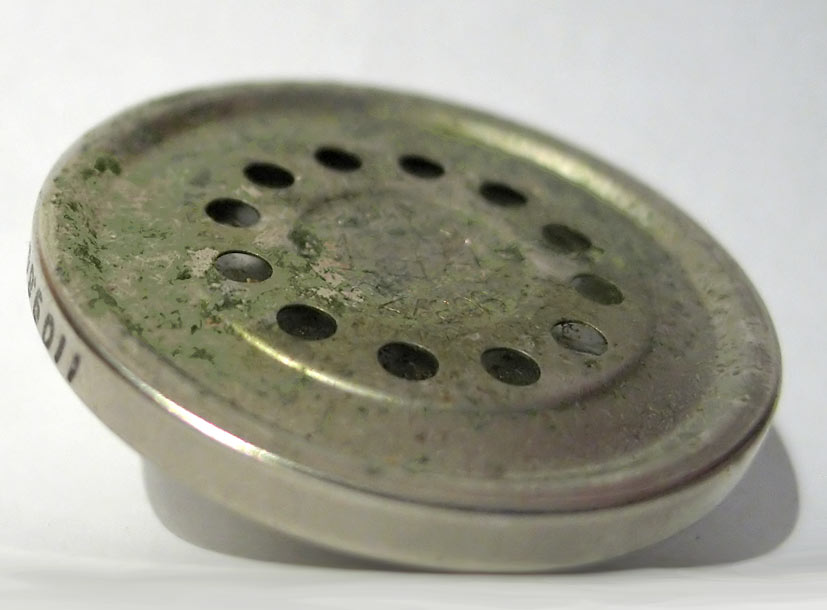
Koolmicrofoon uit een telefoontoestel

Een koolmicrofoon is een microfoon waarin koolstofpoeder door geluid meer of minder wordt samengedrukt waardoor de elektrische weerstand in overeenstemming met de geluidsdruk verandert. Het koolstofpoeder is opgesloten in een dichte ruimte, afgesloten met een membraan dat de geluidstrillingen overbrengt op het koolstofpoeder. De weerstandsverandering tussen de koolstofdeeltjes wordt omgezet in een elektrisch signaal.
Koolmicrofoons werden tot in de jaren tachtig in oude telefoontoestellen gebruikt. In moderne telefoontoestellen wordt de goedkopere en lichtere elektretmicrofoon gebruikt.
Doordat de kooldeeltjes aan elkaar koeken wordt de werking van een koolmicrofoon slechter. Door lichtjes met de microfoon te schudden in de richting van het membraan kunnen de deeltjes weer losgeklopt worden.

## Geschiedenis
De uitvinding van de koolmicrofoon (destijds zender genoemd) werd opgeëist door zowel Thomas Alva Edison in maart 1877, als onafhankelijk daarvan door Emile Berliner in juni 1877 en augustus 1879. Beide partijen waren langdurig gewikkeld in een juridische strijd over de octrooirechten. Uiteindelijk wees een federaal hof Edison de volledige rechten toe van de uitvinding van de koolmicrofoon, met de uitspraak: "Edison preceded Berliner in the transmission of speech. The use of carbon in a transmitter is, beyond controversy, the invention of Edison". Ook Britse gerechtshoven beslisten in het voordeel van Edison.